# Тойота TF106
Тойота TF106/TF106B е състезателен автомобил, създаден от Майк Гаскойн за участието на екипа на Тойота в - Световният шампионат на Формула 1 - 2006 на ФИА. Колата е еволюция на модела „TF105“.